# Fregolia
Fregolia is een kevergeslacht uit de familie van de boktorren (Cerambycidae). De wetenschappelijke naam van het geslacht werd voor het eerst geldig gepubliceerd in 1911 door Gounelle.

## Soorten
Fregolia is monotypisch en omvat slechts de volgende soort:
- Fregolia listropteroides Gounelle, 1911